# Abdij Notre-Dame de la Grande Trappe

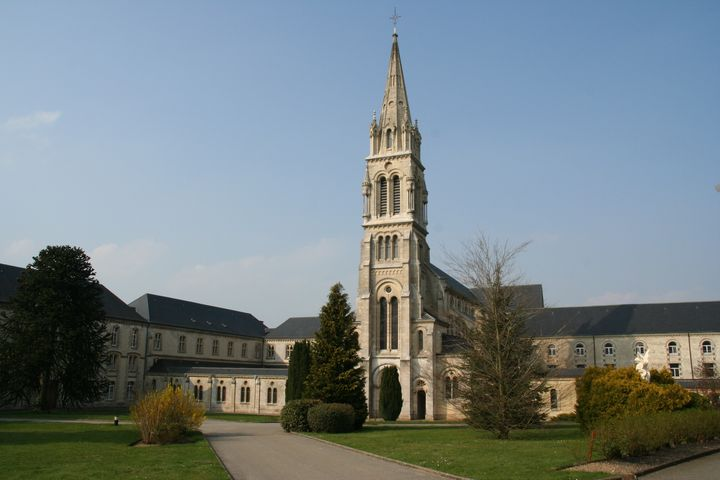
Abbaye de la Trappe

De Abdij Notre-Dame de la Grande Trappe in het Normandische Soligny-la-Trappe is de bakermat van de trappisten. Het moerassige domein in Normandië dat La Trappe genoemd werd, maakte aanvankelijk deel uit van het domein van Rotrou III, heer van het voormalige graafschap le Perche (1070-1144). Deze graaf liet er een kapel bouwen en benedictijnen bedienden de kapel vanaf 1140. Toen de congregatie zich in 1147 bij Clairvaux (zie het artikel abdij van Cîteaux) aansloot, namen de monniken als cisterciënzers de nieuwe gebruiken aan. In de daaropvolgende tijd kende het klooster een bescheiden welvaart.
De ellende van de oorlogen en plunderingen van de 14e en 15e eeuw had een ingrijpende terugslag in het leven van de monniken tot gevolg. Toen in 1532 de 'commende' haar intrede deed in de abdij voerde dat tot verval op geestelijk en materieel gebied. La Trappe zou uiteindelijk ten onder gegaan zijn als niet in de 17e eeuw een van de commendataire abten, Jean de Rancé, die zich tot het monastieke leven had bekeerd, een hervorming had ingevoerd. Als petekind van Richelieu had Rancé een vrolijk leven geleid in de genotzuchtige maatschappij van zijn tijd, maar de dood van een geliefde bracht hem tot nadenken en leidde ertoe dat hij zich terugtrok in de abdij die hij 'in commende' had. Onder zijn krachtige leiding herstelde de communiteit zich en werd zo de bakermat van de trappisten.
Tijdens de Franse Revolutie week een gedeelte van de communiteit onder leiding van Augustin de Lestrange uit naar Zwitserland. In 1815 keerde de communiteit na een ballingschap van 24 jaar terug op haar geboortegrond. 
In 1895 begon de bouw van de huidige abdijkerk, de derde in de geschiedenis van de abdij. In 1966 werd de naam la Grande Trappe gewijzigd in La Trappe. Vanuit la Trappe werden meerdere kloosters gesticht: Bellefontaine, Timadeuc, Tre Fontane, Échourgnac evenals de abdij van Westmalle.

De monniken werken in de boerderij, in de zuivelfabriek en in de bakkerij. De huidige abt is dom Guerric Reitz Séjotte.